# Psychotria rubiginosa
Psychotria rubiginosa là một loài thực vật có hoa trong họ Thiến thảo. Loài này được Elmer ex Merr. miêu tả khoa học đầu tiên năm 1906.